# Édits de Turgot
Turgot prend, en 1776, 6 édits qui entraînent son renvoi le 12 mai 1776. 
Ces édits de Turgot concernent :
- la suppression des corvées.
- la suppression des jurandes et maîtrises.
- la suppression de la Caisse de Poissy.
- la suppression des droits de hallage sur les grains.
- la suppression des charges sur les ports.
- la diminution des droits sur les suifs.